# Arthroleptis reichei
Arthroleptis reichei es una especie de anfibios de la familia Arthroleptidae.
Habita en Malaui y Tanzania.
Sus hábitats naturales son montanos secos tropicales o subtropicales, praderas subtropicales o tropicales a gran altitud y zonas antiguamente boscosas ahora degradadas.
Está amenazada de extinción por la pérdida de su hábitat natural.